# Deep Space Nine
Deep Space Nine (abbreviato in DS9) è un'immaginaria stazione spaziale dell'universo fantascientifico di Star Trek che costituisce l'ambientazione principale della serie televisiva chiamata appunto Star Trek: Deep Space Nine.
La stazione è situata in una posizione strategica e nella trama della serie gioca un ruolo molto importante per il pianeta Bajor e per l'esito della Guerra del Dominio. Funge da base per l'esplorazione del Quadrante Gamma attraverso il tunnel spaziale bajoriano ed è una stazione per il commercio e lo scambio dei beni di quel settore spaziale. Deep Space Nine è gestita dagli equipaggi uniti della Flotta Stellare e della Milizia Bajoriana.
La stazione è stata progettata dai Cardassiani, all'epoca della loro occupazione di Bajor, con il nome di Terok Nor.

## Descrizione
Deep Space Nine ha un diametro di oltre 1 km, è composta da un anello esterno riservato all'attracco dei vascelli spaziali, un anello interno con alloggi e abitazioni del personale e dei visitatori e la sezione centrale contenente la passeggiata con i vari locali commerciali, il reattore principale di fusione e il centro operazioni (ops). Tutti equidistanti, tre piloni di attracco sono situati attorno all'anello esterno, dando alla stazione una forma sferica. Lo stesso progetto è usato per Empok Nor (la stazione gemella di Deep Space Nine).
La stazione ospita normalmente circa 300 persone residenti, ma la stazione potrebbe contenerne fino a 7000.
La sua posizione attuale è l'imboccatura del tunnel spaziale bajoriano; la stazione è raggiungibile con un viaggio di tre ore in navetta dal pianeta Bajor.

### La Passeggiata della Stazione
La passeggiata è la maggiore via pubblica nella quale i visitatori e i residenti possono incontrarsi.
Vi si affacciano numerosi locali e attività commerciali, tra i quali:
- Il bar del ferengi Quark (il locale più frequentato a tutti gli orari)
- L'infermeria, diretta dal dott. Julian Bashir
- Il replimat
- Il tempio bajoriano
- Il negozio di abbigliamento di Garak
- L'ufficio del capo della sicurezza Odo
- Un ristorante klingon
- Una gioielleria
- Un chiosco dei dolci gestito da un bajoriano
- La scuola della stazione, di Keiko Ishikawa (per la prima e la seconda stagione della serie TV)

## Storia
Originariamente Deep Space Nine era in possesso degli occupanti Cardassiani e fungeva da miniera e raffineria, si trovava nell'orbita di Bajor e si chiamava Terok Nor; fu costruita dagli schiavi bajoriani, controllati dai Cardassiani, nel 2351. La stazione era comandata dal Gul Dukat, l'ultimo prefetto cardassiano di Bajor. La stazione fu abbandonata alla fine dell'occupazione di Bajor, quando i Cardassiani vennero cacciati dai gruppi della Resistenza bajoriana nel 2369, portandosi dietro ogni oggetto di valore durante la fuga.
Nel 2369 i bajoriani assunsero il controllo della stazione; il governo provvisorio bajoriano richiese l'appoggio della Federazione Unita dei Pianeti, che ribattezzò la stazione Deep Space Nine (letteralmente "Spazio profondo nove") e nominò Benjamin Sisko al suo comando. Nonostante la presenza della Federazione, la stazione rimase soggetta alla giurisdizione bajoriana. Poco dopo che Sisko aveva preso il comando, il suo equipaggio scoprì il tunnel spaziale bajoriano che comunica con un altro quadrante della galassia. Deep Space Nine fu quindi spostata all'imboccatura del tunnel per poterlo controllare, dopodiché la stazione assunse una grande importanza commerciale, scientifica e strategica.
Dopo l'incontro con il Dominio nel 2371, la stazione fu pesantemente armata con 5000 siluri fotonici, numerosi banchi phaser e scudi deflettori estesi fino a 300 metri dalla stazione. Questi nuovi equipaggiamenti furono inizialmente usati contro i Klingon durante la loro offensiva contro Cardassia Primo all'inizio del 2372. All'inizio della Guerra del Dominio (fine 2373) la stazione fu temporaneamente conquistata dal Dominio; le forze combinate federali e klingon la riconquistarono all'inizio del 2374, dopo la battaglia di Bajor. Alla fine della Guerra del Dominio, il neo promosso colonnello Kira Nerys della Milizia bajoriana ne ha assunto il comando.

### Universo dello specchio
Terok Nor è anche una stazione spaziale dell'Universo dello specchio; in questa dimensione parallela fu costruita sotto l'autorità dell'Alleanza Klingon-Cardassiani nell'orbita di Bajor (il tunnel spaziale in questo universo non è conosciuto). Nel 2370 la stazione fu il punto di comando dell'Alleanza attraverso il settore bajoriano, sotto il comando dell'Intendente Kira Nerys. La stazione servì anche come centro di elaborazione dell'Uridio estratto da Bajor; le operazioni erano svolte dagli schiavi dell'Impero Terrestre.
Nel 2372, la Ribellione Terrestre prese il controllo della stazione dall'Alleanza. Quest'ultima inviò una flotta comandata dal reggente Worf per combattere i ribelli. I ribelli riuscirono, attraverso gli schemi della USS Defiant dell'universo primario, a costruire una loro Defiant e la usarono contro la flotta dell'Alleanza. Terok Nor rimase la base delle operazioni della Ribellione Terran per i successivi tre anni.

## Ideazione
Il modello di Deep Space Nine è stato prodotto al dipartimento artistico Star Trek: Deep Space Nine da Herman Zimmerman e Rick Sternbach. Fra gli altri artisti: Ricardo Delgado, Joseph Hodges, Nathan Crowley, Jim Martin, Robert Legato, Gary Hutzel, Mike Okuda e il produttore esecutivo Rick Berman. Il modello in scala utilizzato per le riprese è stato fabbricato da Tony Meininger.